# Graphis cinerea
Graphis cinerea är en lavart som beskrevs av Fée. Graphis cinerea ingår i släktet Graphis och familjen Graphidaceae.   Inga underarter finns listade i Catalogue of Life.